# طوغانجا (صمصاد)
طوغانجا (بالكردية: Merazî‏) (بالتركية: Doğanca)‏ هي قرية تتبع إداريّاً لمديرية صمصاد في محافظة أديامان التركية، بلغ عدد سكانها 324 نسمة في عام 2021.